# John Baildon

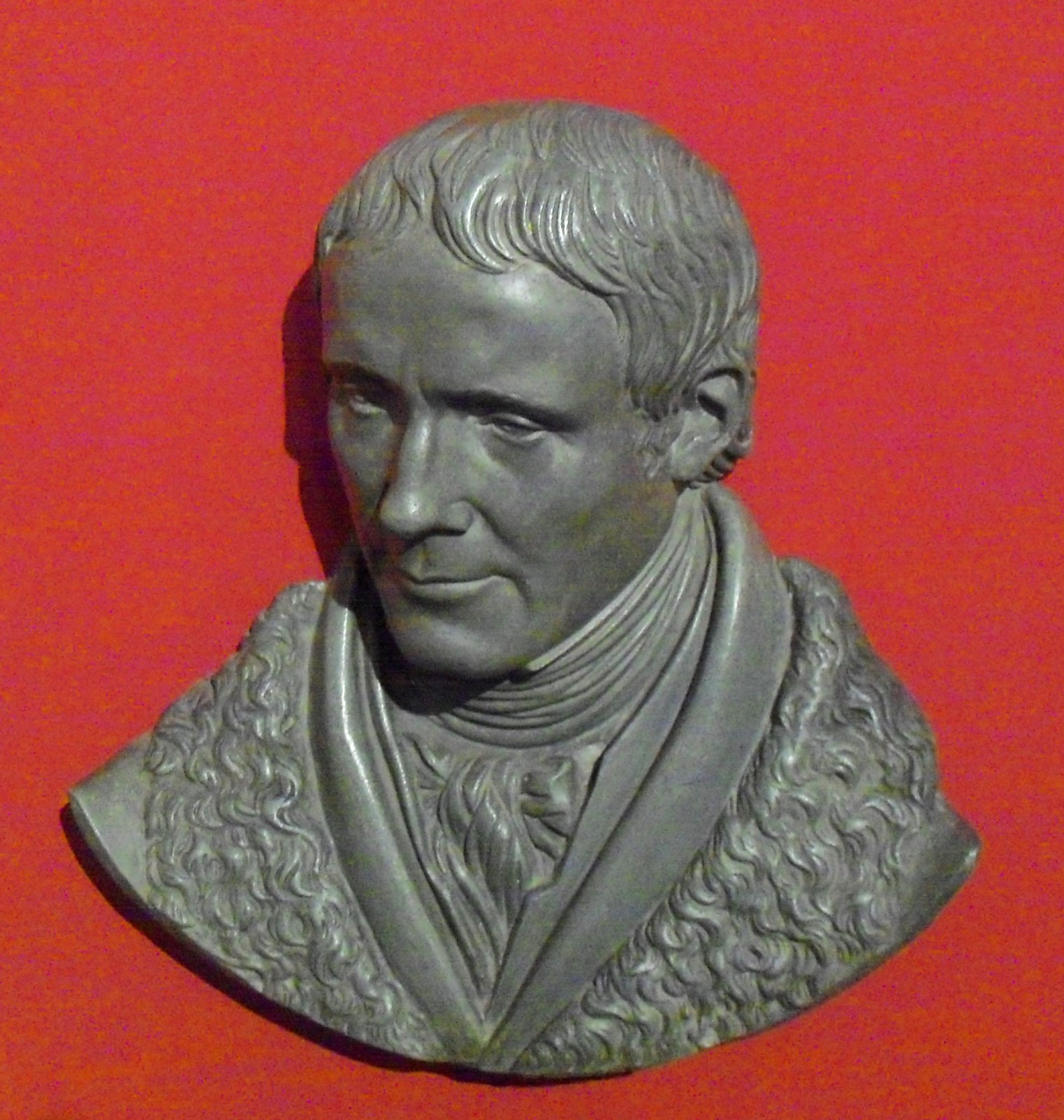
John Baildon–Museum in Katowice

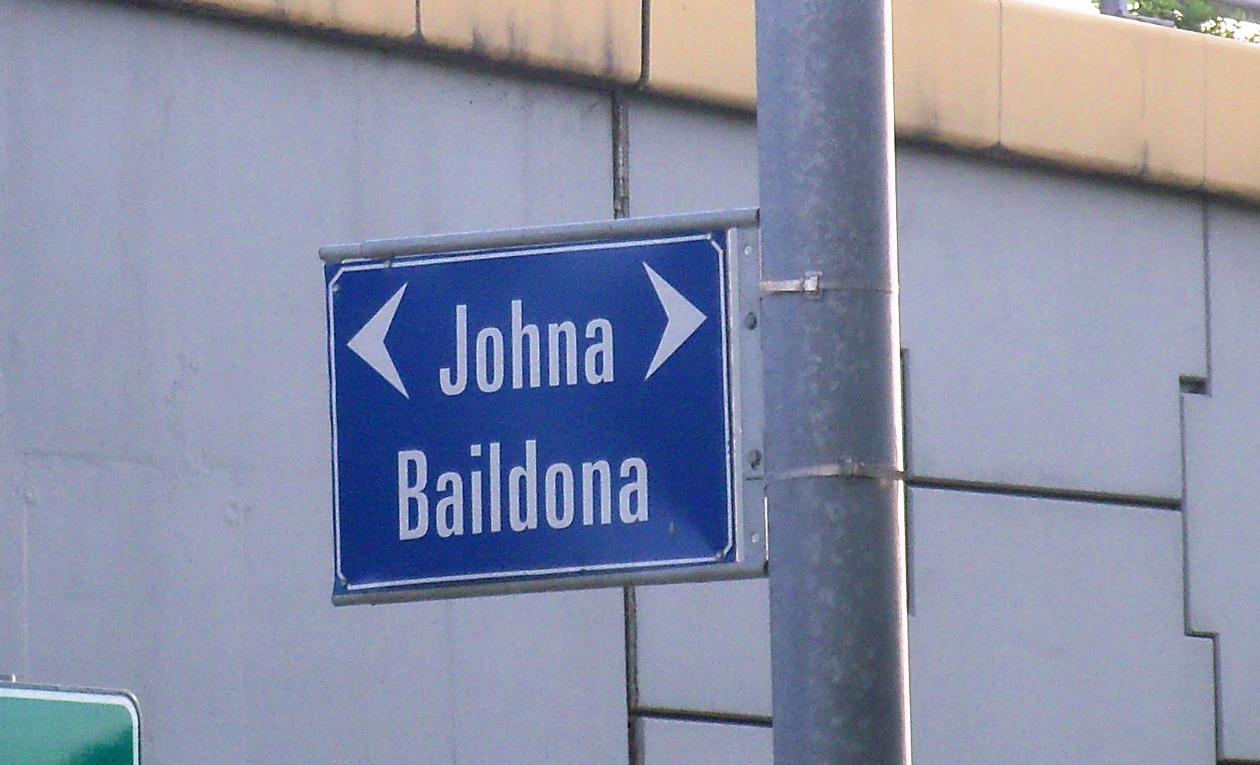
ulica Johna Baildona in Katowice

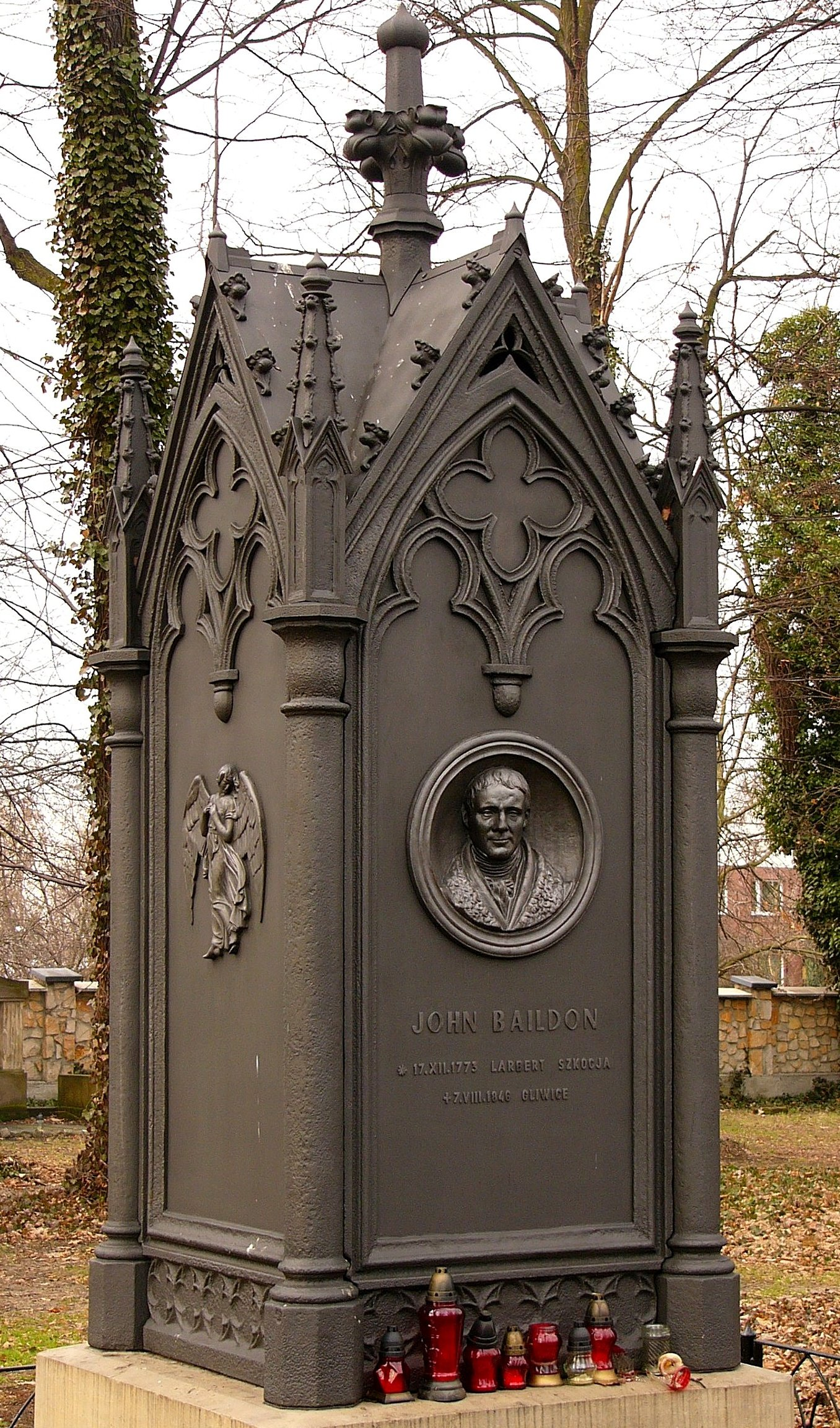
Das Grab von John Baildon–Museum auf dem Hüttenfriedhof in Gleiwitz

John Baildon (* 11. Dezember 1772 in Larbert, Stirlingshire, Schottland; † 7. August 1846 in Gleiwitz, Oberschlesien) war ein schottisch-deutscher Bauingenieur und Konstrukteur.

## Leben und Beruf
John Baildon studierte Mechanik, Hydraulik und technisches Zeichnen unter Daniel Manson in Stirling. Im Jahr 1789 lernte er den preußischen Oberbergamtskommissar Friedrich Wilhelm von Reden aus Oberschlesien kennen. Durch die Unterstützung John Smeatons, eines der größten Ingenieure der damaligen Zeit, erhielt er mit 21 Jahren die Stelle des technischen Beraters und war am Bau der Königlich-Preußischen Eisengießerei in Gleiwitz beteiligt. Baildons Aufgabe war, den Kokshochofen zum Schmelzen des Eisenerzes zu entwerfen und dessen Inbetriebnahme zu beaufsichtigen.
Nach der Inbetriebnahme am 10. September 1796 floss dann aus dem Hochofen das erste (historisch) Roheisen. Sein Hochofen war die erste Anlage dieser Art auf dem europäischen Festland. Diese Hüttenwerke in Domb bei Kattowitz wurden nach ihm Baildonhütte benannt. Es war ein Puddlingswerk mit vier Puddelöfen. Eine Straße bei der Baildonhütte wurde nach ihm Baildonstraße (ulica Johna Baildona) benannt.
Nach seinen Bauplänen ist in den Jahren 1792–1812 der Klodnitzkanal mit einer Länge von 46 km angelegt worden.
An der Konstruktion und dem Guss der Bauteile der ältesten eisernen Bogenbrücke des europäischen Festlands über das Striegauer Wasser bei Laasan, Kreis Schweidnitz, Niederschlesien, war er auch beteiligt. Sie war die erste gusseiserne Brücke Deutschlands. Die fünf Brückenbögen wurden 1794–1795 im Eisenhüttenwerk in Malapane gegossen und zum 30. Juli 1796 aufgerichtet. Diese Gusseisenbrücke mit einer Spannweite von 12,5 Meter überdauerte über 148 Jahre und wurde im Frühjahr 1945 gesprengt.
Im Jahr 1799 entwarfen Baildon und Johann Friedrich Wedding die Baupläne und Kostenvoranschläge für die Königshütte in Königshütte, die das bedeutendste Hüttenwerk im damaligen Europa war. Bailton fertigte die Zeichnungen für die ersten Dampfgebläsemaschinen dieser Hütte, wie er auch die Werkzeugmaschinen der Königlichen Hütte in Gleiwitz entwarf, und erbaute 1800–1802 dort die ersten beiden Koksöfen. Am 25. September 1802 wurde der erste der Kokshochöfen, der größte Hochofen des Kontinents, angeblasen. Zum Ehren des Gründers des Werkes Friedrich Wilhelm von Reden wurde er Redenofen genannt.
Er war auch der Konstrukteur der ersten Betriebsdampfmaschine in Deutschland. Die Maschinenteile sind in der Königlichen Hütte in Gleiwitz gegossen worden. Diese Dampfmaschine war von 1800 bis 1824, also etwa 25 Jahre, bei der Königlichen Porzellan-Manufaktur Berlin (KPM) im Betrieb.
John Baildon heiratete im Jahr 1804 Helene Galli, ließ sich in Gleiwitz nieder und lebte dort bis zum Ende seines Lebens. Die Grabstätte aus Gusseisen befindet sich auf dem Gleiwitzer Hüttenfriedhof und wurde im Jahr 2012 rekonstruiert. Sein Sohn Arthur Adam John Baildon (1822–1909) wurde als „von Baildon und Briestwell“ im Jahr 1881 geadelt und kaufte 1882 Pogrzebin.